# Pendulord
Et pendulord (eller vendeord) er et ord, der har flere modsatrettede betydninger, således at ordet i en periode bruges af (især ældre) dele af befolkningen med én betydning, som disse regner for den eneste korrekte, medens andre (især yngre) dele af befolkningen bruger ordet med en modsatrettet betydning.
Pendulord er ofte kendetegnet ved, at en given bruger af ordet kun kender og anvender ordet i én af dets betydninger, hvorfor ordet kan give anledninger til misforståelser brugere imellem. Heraf opstår penduleffekten – ordet svinger frem og tilbage mellem to betydninger på samme tid – og den ene betydning udelukker den anden betydning. Ordet kan ikke "være to steder på en gang".
Pendulord falder ind under betegnelsen "homonymer" (ord med samme form, men forskellige betydninger). Det kan være svært eller umuligt at konkludere ud fra konteksten, hvilken betydning et pendulord bruges i. I denne henseende adskiller pendulord sig fra andre homonymer – som for eksempel "må" (have lov til) og "må" (være nødt til), hvor betydningen typisk fremgår tydeligt af konteksten.
Udover "pendulord" er udtrykkene "skizonym", "dionym", "antagonym", "kontronym" og "dobbeltord" også blevet anvendt om fænomenet. Hverken terminologi eller definition ligger helt fast.
Eksempler på pendulord ses nedenfor. Det er dog omdiskuteret, om det mest berømte eksempel på et pendulord, nemlig bjørnetjeneste, overhovedet lever op til kriterierne for pendulord, da der kun er ganske få dokumenterede eksempler på aktiv brug af den nye betydning. Den angiveligt nye betydning synes stort set altid at optræde i metasprog, hvor den nye og den gamle betydning selv er det emne, der omtales i situationen (og hvor afsenderen i øvrigt selv anvender den angiveligt gamle betydning). Det udelukker dog ikke, at den passive forståelse af ordet hos folk, der ikke bruger ordet aktivt, kan svare til den gamle betydning. Misforståelsen kan være opstået ved reference til et enkeltstående tilfælde fra Søndagsavisen 1992, som omtales i Den Danske Ordbog.

## Liste over mulige pendulord
| Ord              | Oprindelig betydning                                     | Ny betydning                                                             |
| ---------------- | -------------------------------------------------------- | ------------------------------------------------------------------------ |
| Bjørnetjeneste   | En skadelig tjeneste                                     | En stor og god tjeneste                                                  |
| Klamphugger      | God håndværker der arbejder på klamp (øjemål)            | Dårlig håndværker                                                        |
| Forfordelt       | At få mindre end andre (blive snydt)                     | At få mere end andre (blive favoriseret)                                 |
| Godt (og vel)    | Lidt over                                                | Lidt under                                                               |
| Knap             | Lidt under                                               | Lidt over                                                                |
| Laps             | Pyntet påklædt (lidt for fin)                            | Sjusket påklædt                                                          |
| Op ad bakke      | At noget giver gode resultater                           | At noget er svært eller hårdt                                            |
| Menneskealder    | 70 år (levetid)                                          | 30 år (generation)                                                       |
| Genistreg        | Ironisk om noget der ikke ret godt                       | Glimrende (ret godt)                                                     |
| Strømer          | Vagabond                                                 | Politibetjent                                                            |
| Patetisk         | Højtidelig, med patos                                    | Ynkelig                                                                  |
| Rimelig          | Passende                                                 | Temmelig eller meget                                                     |
| Udmærket         | Godt                                                     | Gennemsnitligt                                                           |
| Angivelig        | Som anvises som årsag                                    | Påviselig, som kan bevises                                               |
| Virak            | Hyldest                                                  | Uro, ballade, postyr                                                     |
| Forrige gang     | Sidste gang                                              | Gangen før sidste gang                                                   |
| Imødegå          | Modsige, afværge                                         | Komme venligt i møde                                                     |
| Lemfældig        | Mild, lempelig                                           | Skødesløs                                                                |
| Overhøre         | Undlade at høre eller lade som om, man ikke hører efter. | Høre noget ved et tilfælde                                               |
| Overstå          | At komme igennem noget vanskeligt                        | At blive færdig (neutralt)                                               |
| Overse           | Gennemse, undersøge, tilse                               | ved en fejltagelse eller med vilje undgå at lægge mærke til; se bort fra |
| Odør             | Duft                                                     | Hørm                                                                     |
| Med hiv og sving | Liv og lyst                                              | Med stor anstrengelse og besvær                                          |
| Skud for boven   | Advarsel                                                 | Grundskud                                                                |
| Ulvetimen        | Timen mellem nat og gry                                  | Timen om eftermiddagen før aftensmad                                     |
| Underlægge sig   | Lægge under sig, erobre                                  | Lægge sig under, blive erobret                                           |
| Være i vælten    | Være populær                                             | Være genstand for negativ medieomtale                                    |

Nedenstående liste er set, men ikke udbredt:
| Ord        | Oprindelig betydning | Ny betydning |
| ---------- | -------------------- | ------------ |
| Skråsikker | Helt sikker          | Tvivlende    |